# Robert Eggers
Robert Eggers, né le 7 juillet 1983 à Lee (New Hampshire), est un scénariste et réalisateur américain.

## Biographie

### Carrière
En 2015, Eggers réalise son premier film. Intitulé The Witch, ce film d'horreur séduit le jury du Festival du film de Sundance, où le jeune réalisateur est récompensé comme meilleur réalisateur dans la catégorie « U.S. Dramatic ».
Eggers se lance dans de nouveaux projets, avec un film intitulé The Knight et une mini-série inspirée de la vie de Raspoutine.
En 2019, il réalise un thriller d'horreur, The Lighthouse, avec Willem Dafoe et Robert Pattinson dans les rôles principaux. Il est présenté au Festival de Cannes la même année, dans la section de la Quinzaine des réalisateurs, où il obtient le Prix FIPRESCI. Il est également sélectionné en compétition au Festival de Deauville, où il remporte le prix du jury.

## Filmographie

### Cinéma
- 2015 : The Witch
- 2019 : The Lighthouse
- 2022 : The Northman
- 2024 : Nosferatu

## Distinctions

### The Witch
- Festival du film de Sundance 2015 : Prix de la mise en scène de la section US Dramatic
- Festival du film de Londres 2015 : Sutherland Trophy du meilleur premier film
- Festival international du film fantastique de Gérardmer 2016 : Prix du jury SyFy[3]

### The Lighthouse
- Festival de Cannes 2019 : 
  - sélection dans la section Quinzaine des réalisateurs[4]
  - Prix FIPRESCI (Quinzaine des réalisateurs)
- Festival de Deauville 2019 : Prix du jury[5]